# Lipotriches perlucida
Lipotriches perlucida är en biart som först beskrevs av Cockerell 1911.  Lipotriches perlucida ingår i släktet Lipotriches och familjen vägbin. Inga underarter finns listade i Catalogue of Life.